# Grand Prix Japonska 1997
Grand Prix Japonska 1997 (XXIII Fuji Television Japanese Grand Prix), byl 16. závod 48. ročníku mistrovství světa jezdců Formule 1 a 39. ročníku poháru konstruktérů, historicky již 613. grand prix, se již tradičně odehrála na okruhu v Suzuce.

## Výsledky

### Kvalifikace
| Pořadí | Číslo | Pilot                 | Konstruktér        | Čas      | Odstup    |
| ------ | ----- | --------------------- | ------------------ | -------- | --------- |
| 1      | 3     | Jacques Villeneuve    | WilliamsF1         | 1:36.071 |           |
| 2      | 5     | Michael Schumacher    | Scuderia Ferrari   | 1:36.133 | +0:00.062 |
| 3      | 6     | Eddie Irvine          | Scuderia Ferrari   | 1:36.466 | +0:00.395 |
| 4      | 9     | Mika Häkkinen         | McLaren            | 1:36.469 | +0:00.398 |
| 5      | 8     | Gerhard Berger        | Benetton - Renault | 1:36.561 | +0:00.490 |
| 6      | 4     | Heinz-Harald Frentzen | WilliamsF1         | 1:36.628 | +0:00.557 |
| 7      | 7     | Jean Alesi            | Benetton           | 1:36.682 | +0:00.611 |
| 8      | 16    | Johnny Herbert        | Sauber             | 1:36.906 | +0:00.835 |
| 9      | 12    | Giancarlo Fisichella  | Jordan Grand Prix  | 1:36.917 | +0:00.846 |
| 10     | 14    | Olivier Panis         | Prost Grand Prix   | 1:37.073 | +0:01.002 |
| 11     | 10    | David Coulthard       | McLaren            | 1:37.095 | +0:01.024 |
| 12     | 22    | Rubens Barrichello    | Stewart Grand Prix | 1:37.343 | +0:01.272 |
| 13     | 11    | Ralf Schumacher       | Jordan Grand Prix  | 1:37.443 | +0:01.372 |
| 14     | 23    | Jan Magnussen         | Stewart Grand Prix | 1:37.480 | +0:01.409 |
| 15     | 15    | Šindži Nakano         | Prost Grand Prix   | 1:37.588 | +0:01.517 |
| 16     | 2     | Pedro Diniz           | Arrows             | 1:37.853 | +0:01.782 |
| 17     | 1     | Damon Hill            | Arrows             | 1:38.022 | +0:01.951 |
| 18     | 17    | Gianni Morbidelli     | Sauber             | 1:38.556 | +0:02.485 |
| 19     | 20    | Ukjó Katajama         | Minardi            | 1:38.983 | +0:02.912 |
| 20     | 21    | Tarso Marques         | Minardi            | 1:39.678 | +0:03.607 |
| 21     | 18    | Jos Verstappen        | Tyrrell            | 1:40.259 | +0:04.188 |
| 22     | 19    | Mika Salo             | Tyrrell            | 1:40.529 | +0:04.458 |

### Závod
| Pořadí | Číslo | Jezdec                | Konstruktér       | Kola | Čas/odstoupení | Start | Body |
| ------ | ----- | --------------------- | ----------------- | ---- | -------------- | ----- | ---- |
| 1      | 5     | Michael Schumacher    | Ferrari           | 53   | 1:29:48.446    | 2     | 10   |
| 2      | 4     | Heinz-Harald Frentzen | Williams-Renault  | 53   | +1.378         | 6     | 6    |
| 3      | 6     | Eddie Irvine          | Ferrari           | 53   | +26.384        | 3     | 4    |
| 4      | 9     | Mika Häkkinen         | McLaren-Mercedes  | 53   | +27.129        | 4     | 3    |
| 5      | 7     | Jean Alesi            | Benetton-Renault  | 53   | +40.403        | 7     | 2    |
| 6      | 16    | Johnny Herbert        | Sauber-Petronas   | 53   | +41.630        | 8     | 1    |
| 7      | 12    | Giancarlo Fisichella  | Jordan-Peugeot    | 53   | +56.825        | 9     |      |
| 8      | 8     | Gerhard Berger        | Benetton-Renault  | 53   | +1:00.429      | 5     |      |
| 9      | 11    | Ralf Schumacher       | Jordan-Peugeot    | 53   | +1:22.036      | 13    |      |
| 10     | 10    | David Coulthard       | McLaren-Mercedes  | 52   | Motor          | 11    |      |
| 11     | 1     | Damon Hill            | Arrows-Yamaha     | 52   | +1 kolo        | 17    |      |
| 12     | 2     | Pedro Diniz           | Arrows-Yamaha     | 52   | +1 kolo        | 16    |      |
| 13     | 18    | Jos Verstappen        | Tyrrell-Ford      | 52   | +1 kolo        | 21    |      |
| DSQ    | 3     | Jacques Villeneuve    | Williams-Renault  | 53   | Diskvalifikace | 1     |      |
| Ret    | 21    | Tarso Marques         | Minardi-Hart      | 46   | Převodovka     | 20    |      |
| Ret    | 19    | Mika Salo             | Tyrrell-Ford      | 46   | Motor          | 22    |      |
| Ret    | 14    | Olivier Panis         | Prost-Mugen-Honda | 36   | Motor          | 10    |      |
| Ret    | 15    | Šindži Nakano         | Prost-Mugen-Honda | 22   | Řízení         | 15    |      |
| Ret    | 20    | Ukjó Katajama         | Minardi-Hart      | 8    | Motor          | 19    |      |
| Ret    | 22    | Rubens Barrichello    | Stewart-Ford      | 6    | Vyjetí z tratě | 12    |      |
| Ret    | 23    | Jan Magnussen         | Stewart-Ford      | 3    | Vyjetí z tratě | 14    |      |
| DNS    | 17    | Gianni Morbidelli     | Sauber-Petronas   | 0    | Zraněn         | 18    |      |

## Průběžné pořadí šampionátu
Pohár jezdců
| Pořadí | Jezdec                | Body |
| ------ | --------------------- | ---- |
| 1      | Michael Schumacher    | 78   |
| 2      | Jacques Villeneuve    | 77   |
| 3      | Heinz-Harald Frentzen | 41   |
| 4      | Jean Alesi            | 36   |
| 5      | David Coulthard       | 30   |

Pohár konstruktérů
| Pořadí | Konstruktér      | Body |
| ------ | ---------------- | ---- |
| 1      | Williams-Renault | 118  |
| 2      | Ferrari          | 100  |
| 3      | Benetton-Renault | 64   |
| 4      | McLaren-Mercedes | 47   |
| 5      | Jordan-Peugeot   | 33   |